# Pro Wrestling Illustrated
Pro Wrestling Illustrated (PWI) is een Amerikaans tijdschrift over professioneel worstelen. PWI is gevestigd in Blue Bell (Pennsylvania) en het blad wordt uitgegeven door Kappa Publishing Group.

## Onderscheidingen
- Wrestler of the Year (sinds 1972)
- Tag Team of the Year (sinds 1972)
- Match of the Year (sinds 1972)
- Feud of the Year (sinds 1986)
- Most Popular Wrestler of the Year (sinds 1972)
- Most Hated Wrestler of the Year (sinds 1972)
- Most Improved Wrestler of the Year (sinds 1978)
- Most Inspirational Wrestler of the Year (sinds 1972)
- Rookie of the Year (sinds 1972)
- Stanley Weston Award (sinds 1981)
- Comeback of the Year (sinds 1992)
- Woman of the Year (sinds 1999)
- Manager of the Year (1972 tot 1999)
- Girl Wrestler of the Year (1972 tot 1976)
- Midget Wrestler of the Year (1972 tot 1976)
- Announcer of the Year (1977)

## PWI 500
PWI publiceert sinds 1991 jaarlijks een top 500 van professioneel worstelaars in een speciale editie getiteld de PWI 500. De top 10 van elk jaar volgt hieronder.
| Jaar | 1              | 2                | 3                 | 4                   | 5               | 6                   | 7                 | 8                 | 9                    | 10                |
| ---- | -------------- | ---------------- | ----------------- | ------------------- | --------------- | ------------------- | ----------------- | ----------------- | -------------------- | ----------------- |
| 1991 | Hulk Hogan     | Lex Luger        | Ric Flair         | Randy Savage        | Sting           | Scott Steiner       | Ricky Steamboat   | Steve Williams    | Arn Anderson         | Rick Steiner      |
| 1992 | Sting          | Randy Savage     | Ric Flair         | Rick Rude           | Bret Hart       | Ricky Steamboat     | Jerry Lawler      | Scott Steiner     | The Ultimate Warrior | Steve Austin      |
| 1993 | Bret Hart      | Big Van Vader    | Shawn Michaels    | Sting               | Yokozuna        | Ric Flair           | Lex Luger         | Rick Rude         | Mr. Perfect          | Scott Steiner     |
| 1994 | Bret Hart      | Hulk Hogan       | Ric Flair         | Big Van Vader       | Shawn Michaels  | Steve Austin        | Razor Ramon       | Sting             | Ricky Steamboat      | Owen Hart         |
| 1995 | Diesel         | Shawn Michaels   | Sting             | Bret Hart           | Sabu            | Hulk Hogan          | Big Van Vader     | Randy Savage      | Razor Ramon          | Mitsuharu Misawa  |
| 1996 | Shawn Michaels | The Giant        | Sting             | Kenta Kobashi       | Ahmed Johnson   | Kevin Nash          | Rey Mysterio      | Hulk Hogan        | Sabu                 | Ric Flair         |
| 1997 | Dean Malenko   | Mitshuaru Misawa | Steve Austin      | Diamond Dallas Page | Lex Luger       | The Undertaker      | Shinya Hashimoto  | The Giant         | Jushin Liger         | Chris Benoit      |
| 1998 | Steve Austin   | Bill Goldberg    | Mitsuharu Misawa  | Diamond Dallas Page | Undertaker      | Kenta Kobashi       | Booker T          | Ken Shamrock      | Jushin Liger         | Chris Jericho     |
| 1999 | Steve Austin   | Rob Van Dam      | Mitsuharu Misawa  | Rey Misterio        | The Rock        | Diamond Dallas Page | Keiji Mutoh       | Undertaker        | Goldberg             | Taz               |
| 2000 | Triple H       | The Rock         | Chris Benoit      | Kenta Kobashi       | Jeff Jarrett    | Justin Credible     | Mike Awesome      | Jushin Liger      | Chris Jericho        | Kensuke Sasaki    |
| 2001 | Kurt Angle     | Steve Austin     | Chris Benoit      | Keiji Muto          | Booker T        | Triple H            | Scott Steiner     | Mitsuharu Misawa  | Chris Jericho        | Rhyno             |
| 2002 | Rob Van Dam    | Undertaker       | Keiji Muto        | Chris Jericho       | Eddie Guerrero  | Kurt Angle          | Edge              | Yuji Nagata       | The Rock             | Triple H          |
| 2003 | Brock Lesnar   | Triple H         | Kurt Angle        | Keiji Muto          | Chris Jericho   | Big Show            | Booker T          | Kenta Kobashi     | Eddie Guerrero       | Rob Van Dam       |
| 2004 | Chris Benoit   | Eddie Guerrero   | Triple H          | Kenta Kobashi       | Randy Orton     | Toshiaki Kawada     | John Cena         | A.J. Styles       | Shawn Michaels       | Chris Jericho     |
| 2005 | Dave Batista   | John Cena        | Satoshi Kojima    | Triple H            | JBL             | Kurt Angle          | A.J. Styles       | Edge              | Shelton Benjamin     | Hiroyoshi Tenzan  |
| 2006 | John Cena      | Kurt Angle       | Edge              | Samoa Joe           | Místico         | Rey Mysterio        | Brock Lesnar      | Kenta Kobashi     | Shawn Michaels       | Jeff Jarrett      |
| 2007 | John Cena      | Edge             | Místico           | Kurt Angle          | Undertaker      | Shawn Michaels      | Christian Cage    | Perro Aguayo, Jr. | Bobby Lashley        | Takeshi Morishima |
| 2008 | Randy Orton    | Kurt Angle       | Triple H          | Samoa Joe           | Edge            | Undertaker          | Shawn Michaels    | Nigel McGuinness  | John Cena            | Shinsuke Nakamura |
| 2009 | Triple H       | Chris Jericho    | John Cena         | Edge                | Randy Orton     | Nigel McGuiness     | Hiroshi Tanahashi | CM Punk           | Sting                | Último Guerrero   |
| 2010 | A.J. Styles    | John Cena        | CM Punk           | Randy Orton         | Chris Jericho   | Batista             | Shinsuke Nakamura | The Undertaker    | Kurt Angle           | Sheamus           |
| 2011 | The Miz        | Randy Orton      | John Cena         | Kane                | Takashi Sugiura | Alberto Del Rio     | Mr. Anderson      | Rey Mysterio      | Eddie Edwards        | CM Punk           |
| 2012 | CM Punk        | BoBBy Roode      | John Cena         | Daniel Bryan        | Sheamus         | Jun Akiyama         | Davey Richards    | Kurt Angle        | Mark Henry           | Alberto Del Rio   |
| 2013 | John Cena      | CM Punk          | Hiroshi Tanahashi | Bully Ray           | Kazuchika Okada | Sheamus             | Jeff Hardy        | Alberto Del Rio   | Dolph Ziggler        | Kevin Steen       |

### Top 50 vrouwen
| Jaar | 1                   | 2                 | 3                   | 4                   | 5              | 6                   | 7               | 8               | 9                 | 10                |
| ---- | ------------------- | ----------------- | ------------------- | ------------------- | -------------- | ------------------- | --------------- | --------------- | ----------------- | ----------------- |
| 2008 | Awesome Kong        | Beth Phoenix      | Gail Kim            | Mickie James        | MsChif         | Sara Del Rey        | Roxxi Laveaux   | Melina          | Michelle McCool   | Candice Michelle  |
| 2009 | Mickie James        | Angelina Love     | Melina              | MsChif              | Tara           | Awesome Kong        | Beth Phoenix    | Michelle McCool | Maryse            | Taylor Wilde      |
| 2010 | Michelle McCool     | Angelina Love     | Mercedes Martinez   | Cheerleader Melissa | Eve Torres     | Madison Rayne       | Beth Phoenix    | Mickie James    | MsChif            | Maryse            |
| 2011 | Madison Eagles      | Mercedes Martinez | Mickie James        | Natalya             | Madison Rayne  | Cheerleader Melissa | Beth Phoenix    | Tara            | MsChif            | Sara Del Rey      |
| 2012 | Gail Kim            | Beth Phoenix      | Cheerleader Melissa | Sara Del Rey        | Jessicka Havok | Layla               | Miss Tessmacher | Saraya Knight   | Mercedes Martinez | Tara              |
| 2013 | Cheerleader Melissa | Mickie James      | Saraya Knight       | Jessicka Havok      | Kaitlyn        | Gail Kim            | Kacee Carlisle  | Tara            | AJ Lee            | Mercedes Martinez |